# Tarphonomus harterti
Tarphonomus harterti là một loài chim trong họ Furnariidae.
Đây là loài đặc hữu của Bolivia. Môi trường sống tự nhiên của loài này là vùng cây bụi nhiệt đới hoặc cận nhiệt đới.